# Троицкая церковь (Большая Своротва)
Свято-Троицкая церковь (бел. Свята-Троіцкая царква) — храм Белорусского экзархата Русской православной церкви. Расположена в деревне Большая Своротва Барановичского района Брестской области Белоруссии. 2 августа 2016 года Постановлением Совета Министров Республики Беларусь храму присвоен статус историко-культурной ценности республиканского значения.

## История
В 1747 году в центре Своротвы литовский писарь Николай Овсяный построил деревянную униатскую церковь, представлявшую собой трёхгранное сооружение с шатровой крышей, войти в которое можно с любой из трех сторон. В 1823 году Якуб Незабытовский на том же месте возвел треугольный из бутового камня, который полностью повторил архитектурные особенности прошлого строения. 
В описании церквей и приходов Минской епархии 1879 года упоминается каменная Троицкая церковь. Храм был построен в форме правильного треугольника с одним глухим куполом. Крыша гонтовая, окна расположены в один ряд, двери три. Внутри церковь имела кирпичный пол, потолок подшит досками и оштукатурен. Иконостас был сделан в 1868 году, окрашен в светло-голубой цвет, с позолоченными карнизами, рамами и резьбой, состоял из тринадцати икон, расположенных в один ряд. Кроме иконостаса в храме имелись четыре художественного письма иконы Святых Евангелистов. На колокольне, построенной отдельно от церкви, было три колокола, самый большой из которых весил около трех пудов.
В 1943 году храм был сожжён партизанами, которые опасались, что здание церкви будет использоваться немецкими войсками в качестве оборонительного сооружения. В 2006 году были начаты восстановительные работы по инициативе священника Георгия Сапуна. В 19 июля 2009 года полностью восстановленный храм во всем своем новом убранстве был освящен в честь Живоначальной Троицы.

## Особенности
В прошлом храм служил приходом для верующих трёх конфессий — православных, католиков и униаты. В центре храма стоял треугольный престол с тремя иконами. Приверженцы каждой конфессии входили со своей стороны.

## Архитектура
Каменный храм покрыт трехскатной металлической кровлей, завершен невысокой башенкой и треугольным шатром. Поверх разноцветных стен из бутового камня протянуты белоснежные слоистые антаблементы, сочетающиеся широким рустом по углам здания. Прилегающая территория к храму каменной оградой со Святыми воротами.
Аналогичные по форме храмы сохранились в Австрии, Чехии и Литве.